# François Nicot
Pour les articles homonymes, voir Nicot.
François Nicot, né le 26 septembre 1873 à Chagny, dans le département de Saône-et-Loire et mort le 6 avril 1945 à Antibes, est un peintre français.

## Biographie
Il est le fils d'Antoine Nicot, tailleur de pierres (1839-1919) et de Marguerite Jesseaume, sans profession (1844-1923).
Il suit des études à l'École nationale supérieure des beaux-arts de Paris entre 1901 et 1910 et a comme professeur Jean-Léon Gérôme.
D'abord intéressé par les représentations de paysages bourguignons et les natures mortes, il devient un peintre essentiellement de style orientaliste 
parallèlement à son intérêt pour les représentations marines.
Dans cette perspective, pendant l'année 1914, il s'installe en Turquie à Istanbul. L'année suivante, il fait un long séjour en Tunisie.
Le 26 septembre 1922, à Paris 16e arrondissement, il épouse Maria Antonia Marturet (née en 1884 à Caracas), d'origine vénézuélienne. À cette époque, le couple réside 41 rue Poussin à Paris.
Il fait de fréquents voyages dans les pays du bassin méditerranéen puis décide de s'installer au Cap d'Antibes dans une maison située face à la mer, le cottage Regina.
Il meurt le 6 avril 1945 à Antibes, ville où il est inhumé.

## Oeuvres dans les collections publiques
Espagne
- Cerdanyola del Vallès, musée d'art

- Madrid, musée du Prado : Voiles séchant après la pluie. Chioggia, huile sur toile, vers 1926[9]

France
- Chagny, mairie : 
  - Porte de Meknès, huile sur toile 1931
  - Voiliers près du pont, huile sur toile
- Dijon, musée des Beaux-Arts : El Djem vue du Colisée, huile sur toile, 1915[10]

## Expositions
En mars 1900, il expose 27 toiles à la salle des ventes de Beaune, dont des paysages Le chemin du bois, Effets de neige et Les bords de Marne. Y figurent également quelques natures mortes : Le Gigot, Huitres et marées, Melon et raisins, Pêches, Pommes et biscuits, Poissons, Roses, Pivoines et Iris, Roses et Chrysanthèmes. Une vente aux enchères suit cette exposition.
En octobre 1903, l'un de ses premiers portraits est exposé dans la vitrine d'un magasin de Chalon-sur-Saône.
Fin 1912 et début 1913, une exposition lui est consacrée par la galerie Pouillé-Lecoultre de Lyon.
En février 1914,,, c'est la galerie Devalcourt, 35 rue La Boétie à Paris, qui présente une cinquantaine de ses œuvres inspirées de paysages méridionaux et méditerranéens.
En 1919, il expose à la galerie parisienne La Boétie.
La même année, c'est à la galerie Devalcourt, toujours à Paris, qu'il expose 71 tableaux dont des paysages de Constantinople, Tunisie, Avignon, la Côte-d'Azur et Martigues.
En décembre 1920-janvier 1921, 100 de ses toiles sont exposées à la galerie des Beaux-Arts, 35 rue La Boétie à Paris, dont des paysages de Capri, Naples, Amalfi, Saint-Tropez et Tunis, où il remporte un vif succès,.
En novembre 1924, il présente une centaine de toiles chez J. Alexis, rue Bonaparte à Paris, représentant des paysages de Provence, d'Italie, de Turquie, de Grèce et d'Afrique du nord.
En 1926, il expose avec succès à Madrid. C'est à cette occasion que le Musée du Prado acquiert l'une de ses œuvres Voiles séchant après la pluie. Chioggia.
En décembre 1928, la galerie Paul Durand-Ruel de Paris présente 60 toiles de François Nicot,,,.
En 1931, il est invité pour exposer dans plusieurs villes de Belgique.
En janvier 1932, il organise une exposition à La Haye aux Pays-Bas, composée principalement de paysages marocains, à laquelle assiste, entre autres, Sa Majesté la Reine de Hollande Wilhelmine.
En novembre 1934, le préfet de la Seine, Achille Villey-Desmeserets, inaugure l'exposition qui se tient à la galerie Georges Petit.
Début octobre 1935, certaines de ses toiles sont présentées lors de l'exposition artistique annuelle du Creusot (Saône-et-Loire).
En octobre 1935, il expose à Nantes, galerie Moyon-Avenard, principalement des paysages d'Afrique du Nord.
En septembre 1937, certaines de ses toiles sont exposées au Creusot (Saône-et-Loire) dans le cadre de la 5 ème exposition artistique creusotine des Beaux-Arts.
En septembre 1938, il participe de nouveau à l'exposition artistique annuelle du Creusot (Saône-et-Loire), en présentant deux paysages d'Égypte : Ruines de Karnak et Le Nil à Louxor.

## Réception critique
Selon l'écrivain Gustave Gasser (1879-1965), en 1913 : « Il y a chez François Nicot, un lyrisme de la lumière, une exaltation pour le soleil et son enthousiasme se traduit sans effort. Il est de ces peintres, profondément peintres, qui savent comprendre la nature par le seul fait qu'ils la contemplent et il est de ceux, modeste devant les éloges présents, dont l'œuvre robuste ne peut que grandir et rayonner. »
En 1914, le critique Georges Normandy écrit de lui : « Le délicieux peintre bourguignon François Nicot ne présente à notre sympathie, voire à notre admiration, que des paysages étincelants (...), à côté de délicatesses attendues, des vigueurs, des audaces, des brutalités d'une sincérité, d'une précision, d'une maladresse diront certains officiels, splendides et conquérantes, qui sont un des meilleurs éléments de l'originalité de ce peintre très doué (...). Quand François Nicot qui vient de conquérir le Paris artistique sans quitter sa province (...) consentira à réunir en une exposition nouvelle des aspects de son territoire bourguignon (...), son nom comptera parmi les meilleurs (...). »
En novembre 1924, le critique du journal Le Figaro écrit à propos d'une exposition se déroulant à Paris : « Grand animateur de lumière, cet artiste nous montre, dans les toiles qu'il a rapportées de la Provence, de l'Italie, de la Turquie, de la Grèce et de l'Afrique du Nord, qu'il a su découvrir toute la magie naturelle des climats où le soleil demeure.»
En février 1929, parait, dans un numéro de la revue Cyrnos, une étude signée Jacques Faneuse (Marthe Eugénie Conrads, 1891-1939), critique d'art, à propos de François Nicot.
En 1935, le critique du journal Le Phare de la Loire décrit sa peinture : « Grasse, presque toujours distribuée au couteau qui ordonne les couleurs par des rapports dont la réussite est particulièrement marquée dans Le Minaret de la Mosquée Ben-Sala à Marrakech. »

## Œuvres principales

### Peintures
- Le pressoir, 1902, huile sur toile, 84,5 x 111 cm
- Vue de Constantinople, 1910, huile sur toile, 110 x 190 cm
- Bateau de pêcheurs, date ?, huile sur toile, 115 x 80 cm
- Vue d'une mosquée de Fez, date ?, huile sur toile, 55 x 38 cm
- Castel del Ovo Naples, effets de nuit, date ?, huile sur toile, 65 x 81 cm
- Porte au Maroc, date ?, huile sur panneau, 23 x 30 cm
- Mer agitée devant le port d'Antibes, date ?, huile sur toile, 56 x 80 cm
- La Corne d'or, date ?, huile sur toile, 56 x 65 cm
- Pont sur la rivière en Provence, date ?, huile sur toile, 65 x 80,5 cm
- Côte rocheuse d'Algérie, date ?, huile sur toile, 65 x 81 cm
- Bonifacio, date ?, huile sur toile, 65 x 81 cm
- Vue de Sidi Bou-Saïd, date ?, huile sur toile, 38 x 55 cm
- En vue d'Antibes à la chaine des Alpes, date ?, huile sur carton, 76 x 105 cm
- Venise, le Pont du Rialto, date ?, huile sur toile, 65 x 81 cm
- Rue animée, Sfax, Tunisie, date ?, huile sur panneau, 39,5 x 31,5 cm
- Port méditerranéen, date ?, huile sur toile, 81 x 100 cm
- Bab-el-Massour (Meknes), date ? huile sur panneau, 41 x 33 cm
- L'oued, date ?, huile sur toile, 65,5 x 81 cm
- Place animée à Tétouan, date ?, huile sur toile, 46 x 55,5 cm
- Mosquée Sidi Saïda à Tétouan, date ?, huile sur toile, 40 x 32 cm
- Woman with Russian wolfhound, date ?, eau-forte et aquatinte, 21,6 x 29,2 cm
- Vue d'Istanbul, date ?, huile sur toile, 61,5 x 80,5 cm
- Route blanche Gabès, date ?, huile sur toile, 27 x 41 cm
- Scène animée d'un quartier d'Istambul, date ?, huile sur toile, 41 x 33 cm
- Lac du Garde, date ?, huile sur toile, 48.5cm x 64cm
- Ile des Lérins – Saint Honorat, date ?, huile sur toile, 65 x 81 cm

### Photographie
- Buste de Louis-Henri Nicot avec son modèle Jean Corlay[36], date ?

## Hommages
- En hommage à sa mémoire, une rue de Chagny porte ses prénom et nom d'état-civil.

## Liens de parenté
Il est le cousin au 6ème degré de l'auteur et pédagogue Jean-François Nicot.

### Articles
- R. Pr, « Une grande journée régionaliste : Parey, inventeur du cinéma », Courrier de Saône-et-Loire,‎ 25 juillet 1927, p. 3 (lire en ligne, consulté le 1er septembre 2023).